# Gilbert d'Aissailly
Gilbert d'Aissailly (overleden: 1183) was van 1163 tot 1169 de vijfde grootmeester van de Orde van Sint-Jan van Jeruzalem. Gilbert stamde uit een adellijke familie uit de Franse Languedoc.
Onder de leiding van Gilbert wisten de hospitaalridders in 1168 het Kasteel Belfort in te nemen, ten zuiden van het Meer van Galilea. Gilbert d'Aissailly raakte vooral bekend om zijn invasie in Egypte, die door Amalrik I van Jeruzalem werd voorgesteld. Nadat Gilbert op 3 november 1168 de Egyptische stad Pelusium had veroverd, eindigde de campagne in 1169 in een debacle. De orde had zich flink in de schulden gestoken voor de invasie, Gilbert bleef bij zijn standpunt om de campagne te laten doorgaan. Maar inmiddels was zijn positie onhoudbaar geworden. Hij werd in 1169 afgezet.
Gilbert trok zich terug uit het openbare leven en leidde verder een leven als kluizenaar. Toen hij in 1183 koning Hendrik II van Engeland wilde bezoeken, verdronk hij tijdens de overtocht in Het Kanaal in de buurt van Dieppe.